# Desporto em Istambul

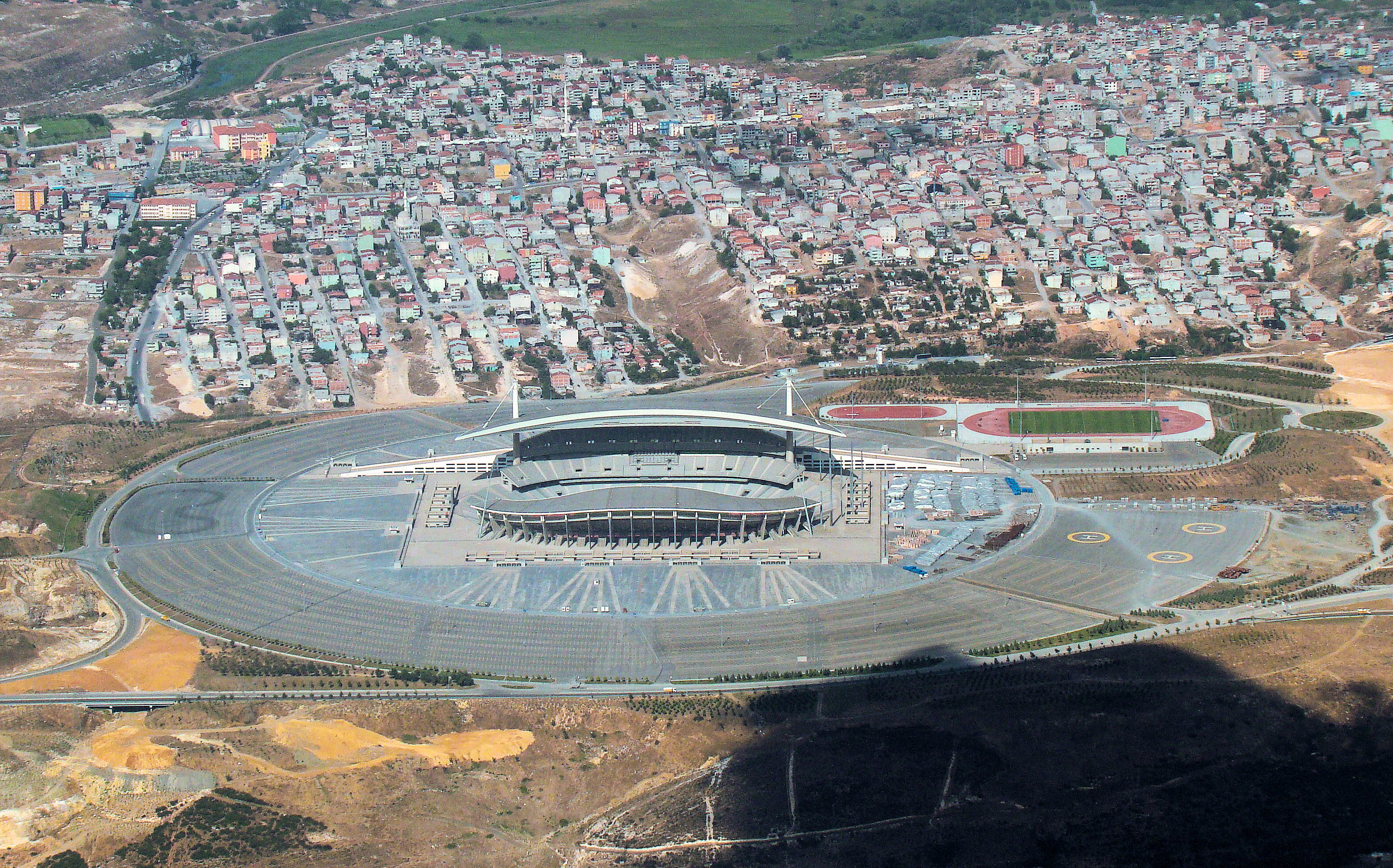
Vista áerea do Estádio Olímpico Atatürk, o maior estádio multiusos da Turquia

O desporto mais popular em Istambul, a maior cidade da Turquia, é o futebol. Na cidade estão sediados vários dos clubes desportivos mais notórios da Turquia, os quais, além das equipas de futebol, têm também equipas importantes noutras modalidades, nomeadamente de basquetebol e voleibol, não sendo raro estarem presentes em competições internacionais de alto nível. A cidade é também conhecida internacionalmente pelas provas de automobilismo. O relevo do desporto na vida da cidade é evidenciada, por exemplo, pela escolha de Istambul para Capital Europeia dos Desportos. e pela candidatura à organização dos Jogos Olímpicos de 2020.
Durante os períodos romano e bizantino, os eventos desportivos mais importantes em Constantinopla eram as corridas de quadrigas que se realizavam no Hipódromo de Constantinopla, o qual tinha capacidade para mais de 100 000 espetadores. A competição era tão renhida que as equipas tinham um peso político considerável e não raro davam origem a motins, como a Revolta de Nica, em 532, durante a qual uma parte da cidade e a recém-ampliada Basílica de Santa Sofia foi destruída.
Atualmente os desportos mais populares na cidade são o futebol, basquetebol e voleibol. Alguns dos clubes desportivos mais importantes e mais famosos da Turquia têm a sua sede em Istambul, como é o caso do Galatasaray S.K., do Beşiktaş J.K., do Fenerbahçe S.K., do Kasımpaşa S.K. e do İstanbul Büyükşehir. Os três primeiros têm equipas de primeiro nível tanto de futebol como de outros modalidades. Em basquetebol, além daqueles clubes destaca-se ainda o Anadolu Efes S.K., detentor de vários títulos europeus. Em voleibol as equipas mais com mais sucesso são as do Eczacıbaşı, VakıfBank Güneş Sigorta e Fenerbahçe.

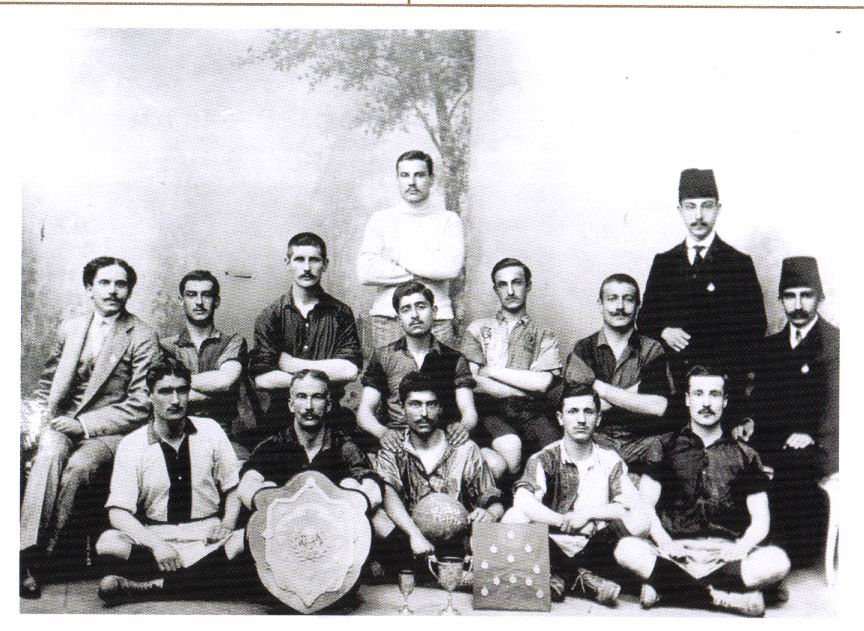
Equipa do Galatasaray na época 1909-1910

A prática do futebol em Istambul remonta ao final do século XIX e foi iniciado por ingleses residentes na cidade. Atualmente o futebol faz parte da cultura popular turca em geral e istambulita em particular. Embora por vezes haja confrontos, em geral as celebrações dos jogos são pretexto para festas de rua pacíficas, com muitos abraços e canções. O recorde do Guiness para o maior brado de multidão foi registado em 18 de março de 2011 no Türk Telekom Arena, o novo estádio do Galatasaray.
Entre os feitos mais relevantes do futebol turco nos últimos anos estão a conquista da Taça UEFA e da Supertaça Europeia pelo Galatasaray em 2000.
Ocasionalmente decorrem no Bósforo provas do Campeonato do Mundo de F1 Powerboat. No  Bósforo e o mar de Mármara têm lugar várias regatas e no Corno de Ouro decorrem competições de remo. Diversos clubes importantes, como o Galatasaray, Fenerbahçe e Beşiktaş, bem como universidades, têm equipas de remo. Durante o verão também são organizadas provas de natação no mar de Mármara. Desde 1979 que todos os anos é organizada uma maratona internacional, de cujo percurso faz parte a Ponte do Bósforo, o que faz dessa prova a única maratona intercontinental.
As corridas de cavalos são também populares; o hipódromo de Zeytinburnu está constantemente lotado e há diversos centros de equitação nos arredores da cidade. Os festivais aéreos são uma novidade na cidade, mas em 2006 e 2007 decorreram provas do Red Bull Air Race World Series sobre o Corno de Ouro.

## Infraestruturas desportivas

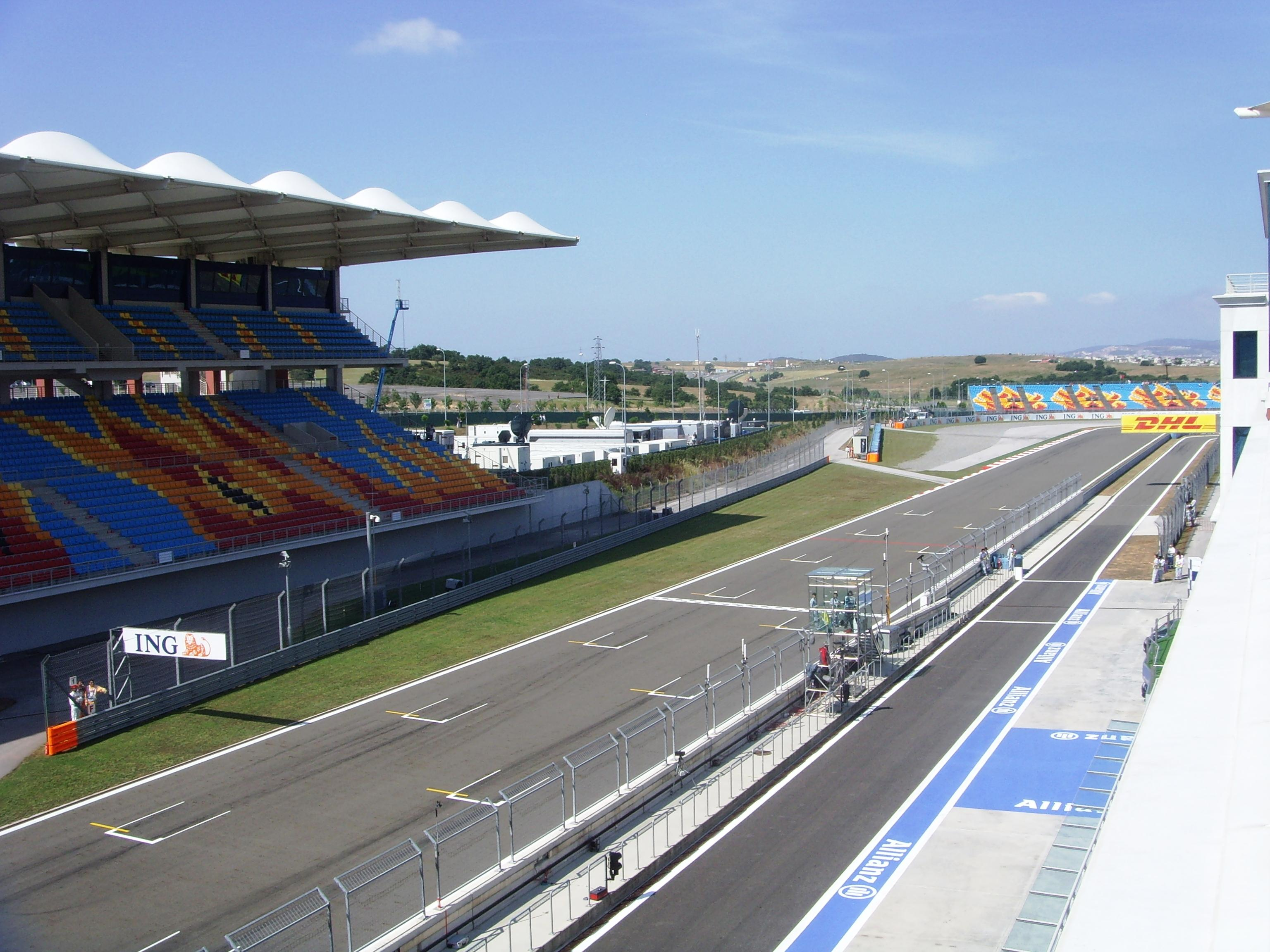
O Istanbul Park, um autódromo onde é realizado o Grande Prémio da Turquia

O maior estádio multiusos da Turquia, o Estádio Olímpico Atatürk encontra-se em Istambul. Tem capacidade para 80 600 espetadores de futebol ou 75 145 de atletismo. É considerado um estádio de cinco estrelas pela UEFA e de primeira categoria para atletismo, alcançando as mais altas classificações atribuídas por federações internacionais como o Comité Olímpico Internacional, FIFA, e IAAF. O estádio acolheu a Final da Liga dos Campeões da UEFA de 2004-05.
Outros grandes estádios da cidade são o İnönü (casa do Beşiktaş J.K.), o Erdoğan (casa do Kasımpaşa S.K.), o Ali Sami Yen, o Türk Telekom Arena e o Şükrü Saraçoğlu. Este último é a casa do Fenerbahçe e existe desde 1908; após as obras de renovação terminadas em 2006, foi classificado com cinco estrelas pela UEFA; acolheu a final da Taça UEFA 2008-2009. O Ali Sami Yen foi até 2011 a casa do Galatasaray, tendo sido substituído nessa função pelo novo Estádio Ali Sami, o Türk Telekom Arena, inaugurado em janeiro de 2011.
O Sinan Erdem Spor Salonu é o maior pavilhão coberto multiusos da Turquia. Foi palco da final do Campeonato Mundial de Basquetebol Masculino de 2010 e vai ser um dos recintos onde decorrerão o Campeonato Mundial de Atletismo em Pista Coberta de 2012 e o Campeonato Mundial de Natação em Piscina Curta de 2012. A Abdi İpekçi Arena acolheu a final do Campeonato Europeu de Basquetebol Masculino de 2001 (FIBA EuroBasket) e alguns jogos da Euroliga de 1992.
O autódromo Istanbul Park acolhe ou acolheu diversos eventos internacionais de desporto automóvel, como o Grande Prémio de Fórmula 1 da Turquia, provas dos campeonatos mundiais de motociclismo da FIM, carros de turismo da FIA, GP2 e Le Mans Series.